# Roque Pérez (kommunhuvudort i Argentina)
Roque Pérez är en kommunhuvudort i Argentina.   Den ligger i provinsen Buenos Aires, i den centrala delen av landet, 120 km sydväst om huvudstaden Buenos Aires. Roque Pérez ligger 34 meter över havet och antalet invånare är 10 902.
Terrängen runt Roque Pérez är mycket platt. Runt Roque Pérez är det mycket glesbefolkat, med 7 invånare per kvadratkilometer.. Det finns inga andra samhällen i närheten.
Trakten runt Roque Pérez består till största delen av jordbruksmark.